# Gäddtjärnarna (Gällivare socken, Lappland, 747348-171245)
Gäddtjärnarna är en sjö i Gällivare kommun i Lappland och ingår i Kalixälvens huvudavrinningsområde. Sjön har en area på 0,0605 kvadratkilometer och ligger 502,1 meter över havet. Gäddtjärnarna ligger i Lina fjällurskog Natura 2000-område.

## Delavrinningsområde
Gäddtjärnarna ingår i det delavrinningsområde (747274-171465) som SMHI kallar för Utloppet av Storsjön. Medelhöjden är 549 meter över havet och ytan är 20,67 kvadratkilometer. Det finns inga avrinningsområden uppströms utan avrinningsområdet är högsta punkten. Hirvasjoki som avvattnar avrinningsområdet har biflödesordning 3, vilket innebär att vattnet flödar genom totalt 3 vattendrag innan det når havet efter 315 kilometer. Avrinningsområdet består mestadels av skog (66 procent). Avrinningsområdet har 3,82 kvadratkilometer vattenytor vilket ger det en sjöprocent på 18,5 procent.